# راب گیل
راب گیل (انگلیسی: Rob Gale؛ زادهٔ ۳ اوت ۱۹۷۷) بازیکن فوتبال اهل ایالات متحده آمریکا است.
از باشگاه‌هایی که در آن بازی کرده‌است می‌توان به باشگاه فوتبال وایکام واندررز اشاره کرد.